# Przeciwwstrząsowe spodnie pneumatyczne
Przeciwwstrząsowe spodnie pneumatyczne (ang. PASG – Pneumatic Anti-Shock Garments; MAST – Medical Anti-Shock Trousers; Military Anti-Shock Trousers) – wykorzystywany w medycynie ratunkowej (w opiece przedszpitalnej) nadmuchiwany zbiornik zakładany na kończyny dolne i brzuch pacjenta będącego we wstrząsie. W Polsce nie są stosowane. Obecnie brak jest doniesień na temat zwiększenia przeżywalności chorych we wstrząsie po zastosowaniu spodni.

## Historia
W 1903 roku amerykański lekarz George Washington Crile opisał pneumatyczny garnitur gumowy (pneumatic rubber suit). Miał on zapobiegać niedociśnieniu ortostatycznemu u pacjentów neurochirurgicznych. Podobnego rozwiązania używano podczas II wojny światowej w celu przeciwdziałania omdleniom u pilotów poddawanych przeciążeniom grawitacyjnym. Również podczas wojny w Wietnamie był stosowany podczas transportu rannych z dużą utratą krwi.
Właściwe spodnie przeciwwstrząsowe zostały wynalezione w 1973 roku. W 1977 roku Committee on Trauma of the American College of Surgeons zadecydował o włączeniu spodni przeciwwstrząsowych do standardowego wyposażenia karetek pogotowia.

## Mechanizm działania
Spodnie zakłada się na kończyny dolne i brzuch pacjenta. Składają się one z trzech komór (obie nogi i część brzuszna), z których każda może być osobno napompowana. Mechanizm działania nie jest do końca poznany. Po napompowaniu wywierany jest ucisk na naczynia tętnicze powodujący zwiększenie oporu obwodowego i w efekcie podwyższenie ciśnienia tętniczego krwi oraz zwiększenie ukrwienia życiowo ważnych organów, takich jak np. mózg. Dochodzi do ucisku na naczynia żylne i zwiększenia powrotu żylnego do serca.
Zwiększenie oporu obwodowego może doprowadzić również do powikłania w postaci zmniejszenie rzutu serca.

## Wskazania
Obecnie postuluje się użycie MAST w przypadku wstrząsu hipowolemicznego spowodowanego krwawieniem, które ratownik jest w stanie kontrolować, wstrząsu neurogennego przy braku obrażeń wewnętrznych oraz przy obecności ciśnienia skurczowego < 50 mm Hg (wskazanie kontrowersyjne).
Spodnie przeciwwstrząsowe stosuje się również w celu stabilizacji złamania kończyny dolnej, bez towarzyszących obrażeń wewnętrznych.

## Przeciwwskazania
Stosowanie MAST jest przeciwwskazane w przypadku występowania objawów obrzęku płuc, oraz krwawienia, którego ratownik nie jest w stanie kontrolować.
Względnym przeciwwskazaniem jest ciąża. Nie stosuje się wtedy przedziału brzusznego, pompując jedynie przedziały kończynowe.